# Huai Phueng (huyện)
Huai Phueng (tiếng Thái: ห้วยผึ้ง) là một huyện (‘‘amphoe’’) ở phía đông tỉnh Kalasin, đông bắc Thái Lan.

## Địa lý
Các huyện giáp ranh là (từ phía đông theo chiều kim đồng hồ) Na Khu, Kuchinarai, Na Mon và Somdet của tỉnh Kalasin, và Phu Phan của tỉnh Sakon Nakhon.

## Lịch sử
Ngày 5 tháng 5 năm 1981, tiểu huyện (King Amphoe) Haui Phueng được lập từ sự chia tách the ba tambon Nikhom Huai Phueng, Kham Bong và Khai Nun từ Khao Wong. Đơn vị này đã được nâng thành huyện ngày 21 tháng 5 năm 1990.

## Hành chính
Huyện này được chia thành 4 phó huyện (tambon), các đơn vị này lại được chia thành 52 làng (muban). Huai Phueng là một thị trấn (thesaban tambon) nằm trên một phần của tambon Nikhom Huai Phueng. Ngoài ra có 4 tổ chức hành chính tambon (TAO).
| Số TT | Tên                | Tên tiếng Thái | Số làng | Dân số |  |
| ----- | ------------------ | -------------- | ------- | ------ |  |
| 1.    | Kham Bong          | คำบง           | 15      | 10.367 |  |
| 2.    | Khai Nun           | ไค้นุ่น           | 13      | 6.444  |  |
| 3.    | Nikhom Huai Phueng | นิคมห้วยผึ้ง       | 16      | 9.070  |  |
| 4.    | Nong I But         | หนองอีบุตร       | 8       | 4.462  |  |